# Sarik-Gajah
Sarik-Gajah je dvojice dlouhodobě nečinných sypaných kuželů, vzdálených od sebe zhruba 10 km, nacházejících se na západě indonéského ostrova Sumatra. Sarik je převážně čedičového složení, zatímco u Gajahu převládá andezit. Oba kužele jsou poměrně zachovalé, což indikuje jejich nízké stáří.